# Marotere Islands
Die Marotere Islands sind eine Inselgruppe östlich der Northland Peninsula im Norden der Nordinsel von Neuseeland.

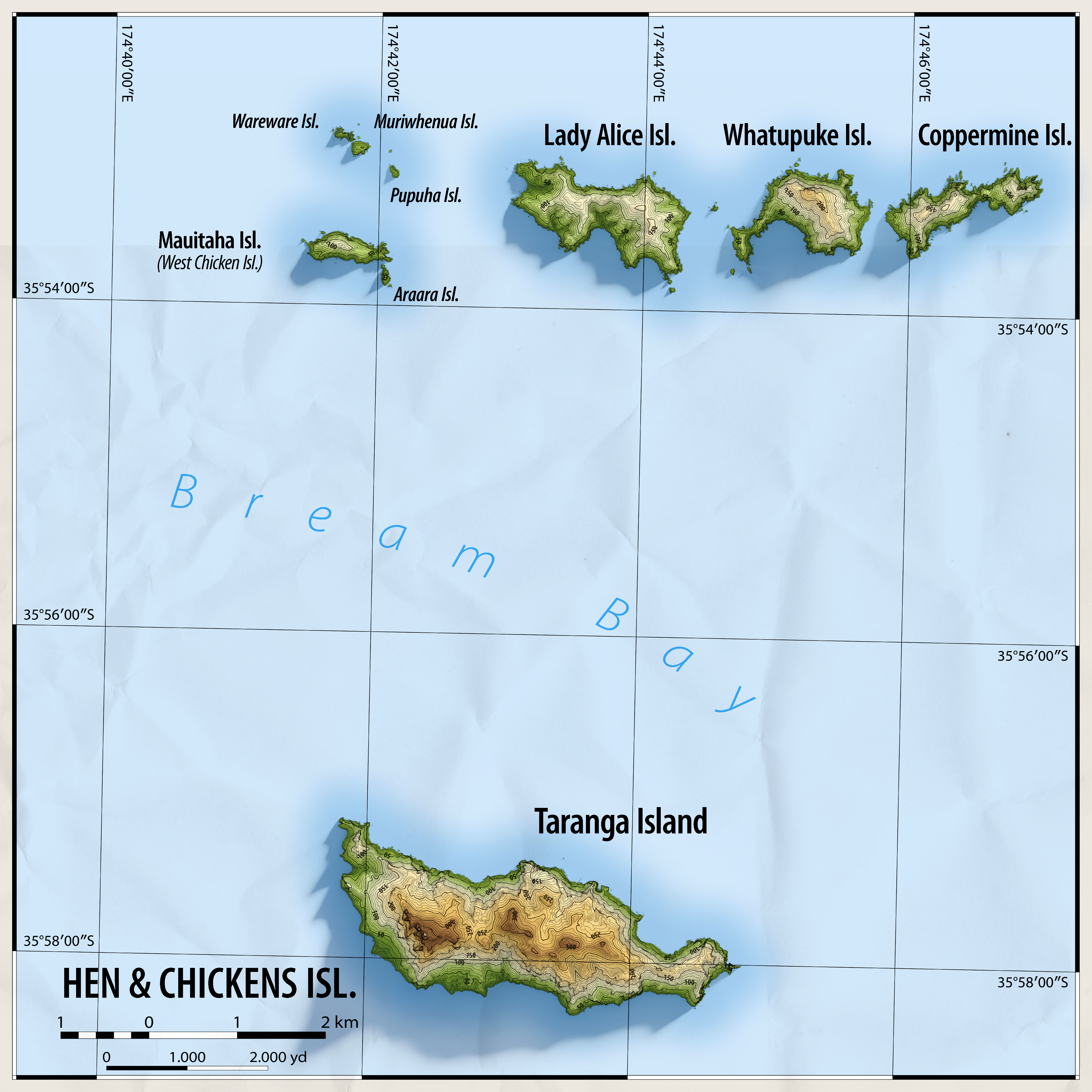
Karte der Hen islands

## Geographie
Die Inselgruppe befindet sich durch den Parry Channel getrennt rund 10 km südöstlich des Bream Head, der am nördlichen Ende Bream Bay und rund 24 km südöstlich von Whangārei liegt. Die Inseln der gesamten Inselgruppe, auch als Chickens der Inselgruppe Hen and Chickens Islands bekannt, liegen über einem Gebiet von rund 1,3 km² verteilt und besteht aus den Inseln:
| Insel                                 | Größe (ha) | Höhe (m) | Länge (m) | max. Breite (m) | Koordinaten           | Anmerkungen                                                            |
| ------------------------------------- | ---------- | -------- | --------- | --------------- | --------------------- | ---------------------------------------------------------------------- |
| Mauitaha Island (West Chicken Island) | 22         | 125      | 995       | 315             | 35° 54′ S, 174° 42′ O | West Chicken Island wurde im Februar 1972 in Mauitaha Island umbenannt |
| Araara Island                         | 1,8        | 63       | 250       | 120             | 35° 54′ S, 174° 42′ O |                                                                        |
| Wareware Island                       | 2,8        | 50       | 330       | 135             | 35° 53′ S, 174° 42′ O |                                                                        |
| Muriwhenua Island                     | 2,9        | 54       | 220       | 165             | 35° 53′ S, 174° 42′ O |                                                                        |
| Pupuha Island                         | 1,0        | 37       | 195       | 100             | 35° 53′ S, 174° 42′ O |                                                                        |
| Lady Alice Island (Mauimua Island)    | 155        | 158      | 2.240     | 1040            | 35° 53′ S, 174° 44′ O | Hauptinsel der Gruppe                                                  |
| Whatupuke Island                      | 97         | 234      | 1.580     | 970             | 35° 53′ S, 174° 45′ O |                                                                        |
| Coppermine Island (Mauipae Island)    | 73         | 184      | 1.820     | 650             | 35° 53′ S, 174° 46′ O |                                                                        |

und einigen kleineren Felseninseln.

## Geschichte
Die Inselgruppe befand sich ursprünglich im Besitz des Iwi der Ngātiwai. Dieser verkaufte die Inseln im Jahr 1883 an die neuseeländische Regierung. Im Jahr 1925 wies die Regierung das Gebiet der Inseln als Landschaftsschutzgebiet aus. Zum Schutz der gefährdeten Flora und Fauna ist ein Besuch der Inseln nur mit Genehmigung des Department of Conservation gestattet, das auch für die Pflege und den Naturschutz auf den Inseln zuständig ist.